# Martelaren van Natal

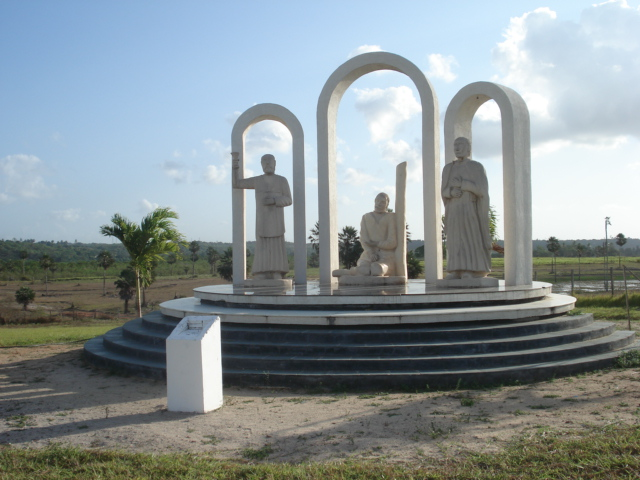
Monument voor de martelaren

De Martelaren van Natal waren 30 katholieken van Nederlands-Brazilië - waarvan twee priesters - die op 16 juli 1645 in Cunhaú en op 3 oktober 1645 in Uruaçu (plaatsen in de uiterste oostpunt van het huidige Brazilië) in de Nederlandse kolonie werden gedood. De moordpartijen werden uitgevoerd door Nederlandse soldaten en indianen onder leiding van het calvinistisch geworden indiaanse hoofd Parapauba. Een priester was een Nederlands-Braziliaanse jezuïet en missionaris, de ander was een evangelieprediker. De overige slachtoffers waren allemaal leken, de meesten van hen anonieme leden van de Kerk, sommigen van hen kinderen.
De dertig werden op 5 maart 2000 op het Sint-Pietersplein door paus Johannes Paulus II zalig verklaard. Paus Franciscus ondertekende op 23 maart 2017 een decreet dat hun heiligverklaring goedkeurde en afzag van het wonder dat nodig was voor een heiligverklaring; de datum werd geformaliseerd tijdens een bijeenkomst van kardinalen op 20 april en de groep werd heilig verklaard op 15 oktober 2017.